# Мануель Гутьєррес Мелладо
Мануель Гутьєррес Мелладо, 1-й маркіз Гутьєррес Мелладо (ісп. Manuel Gutiérrez Mellado, 30 квітня 1912 — 15 грудня 1995) — офіцер і політик іспанської армії, який відіграв важливу роль під час переходу Іспанії до демократії, особливо щодо демократизації збройних сил.
Під час своєї військової кар'єри він служив у відповідних армійських службах і приєднався до політичної кар'єри в 1976 році, коли прем'єр-міністр призначив його першим віце-прем'єр-міністром з питань оборони. З 1977 по 1979 рік він також обіймав посаду міністра оборони (перший після громадянської війни).
У 1994 році соціалістичний уряд Феліпе Гонсалеса присвоїв йому почесне звання генерал-капітана.
Найпопулярнішим зображенням Гутьєрреса Мелладо є те, що на Конгресі депутатів Іспанії під час невдалого державного перевороту в Іспанії 1981 року фізично протистоять озброєним військам Цивільної гвардії на чолі з підполковником Антоніо Техеро.

## Навчання та військова підготовка
Нащадок старовинної заможної мадридської родини. Його батьки померли, коли він був маленькою дитиною. Однак його дядько, Сатурніно Каллеха, відомий видавець, оплатив його освіту в Королівському коледжі Сан-Антон у Мадриді, який на той час був елітною школою-інтернатом. Там, у відповідь на солідарність його родини та вперше виявивши свою майбутню силу духу та відповідальність, закінчив навчання з відмінним науковим ступенем (зараз зберігається у середній школі Кардинала Сіснероса).
Його бажання стати офіцером артилерії було зруйноване військовими реформами диктатури Прімо де Рівери в 1927 році, які змусили його навчатися в Загальній військовій академії Сарагоси, якою керував генерал Франциско Франко, щоб отримати свою кваліфікацію.